# Los Ángeles, Tila
Los Ángeles är en ort i Mexiko.   Den ligger i kommunen Tila och delstaten Chiapas, i den sydöstra delen av landet, 700 km öster om huvudstaden Mexico City. Los Ángeles ligger 1 168 meter över havet och antalet invånare är 282.
Terrängen runt Los Ángeles är kuperad åt nordost, men åt sydväst är den bergig. Runt Los Ángeles är det ganska tätbefolkat, med 60 invånare per kvadratkilometer. Närmaste större samhälle är Yajalón, 17,7 km sydost om Los Ángeles. I omgivningarna runt Los Ángeles växer i huvudsak städsegrön lövskog.